# 跋耆國

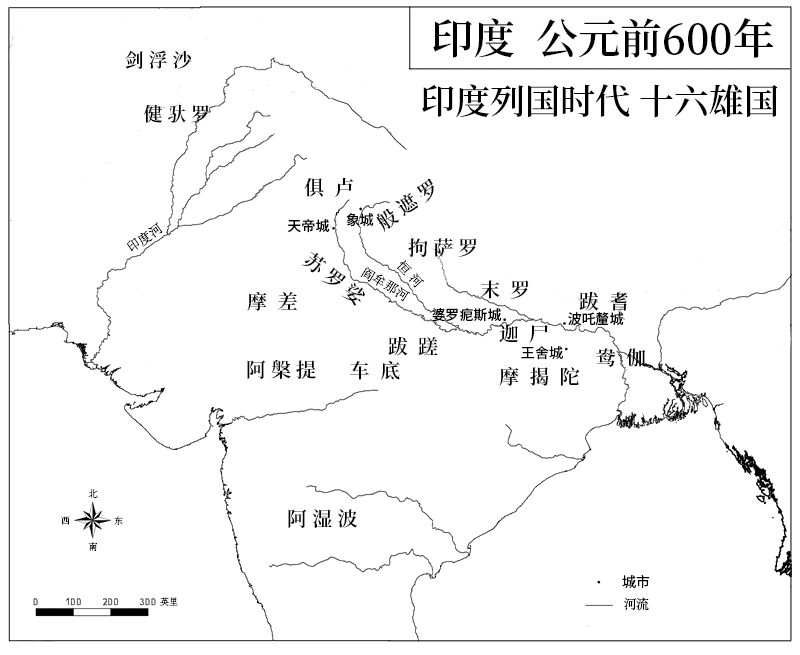
印度列国时代地圖

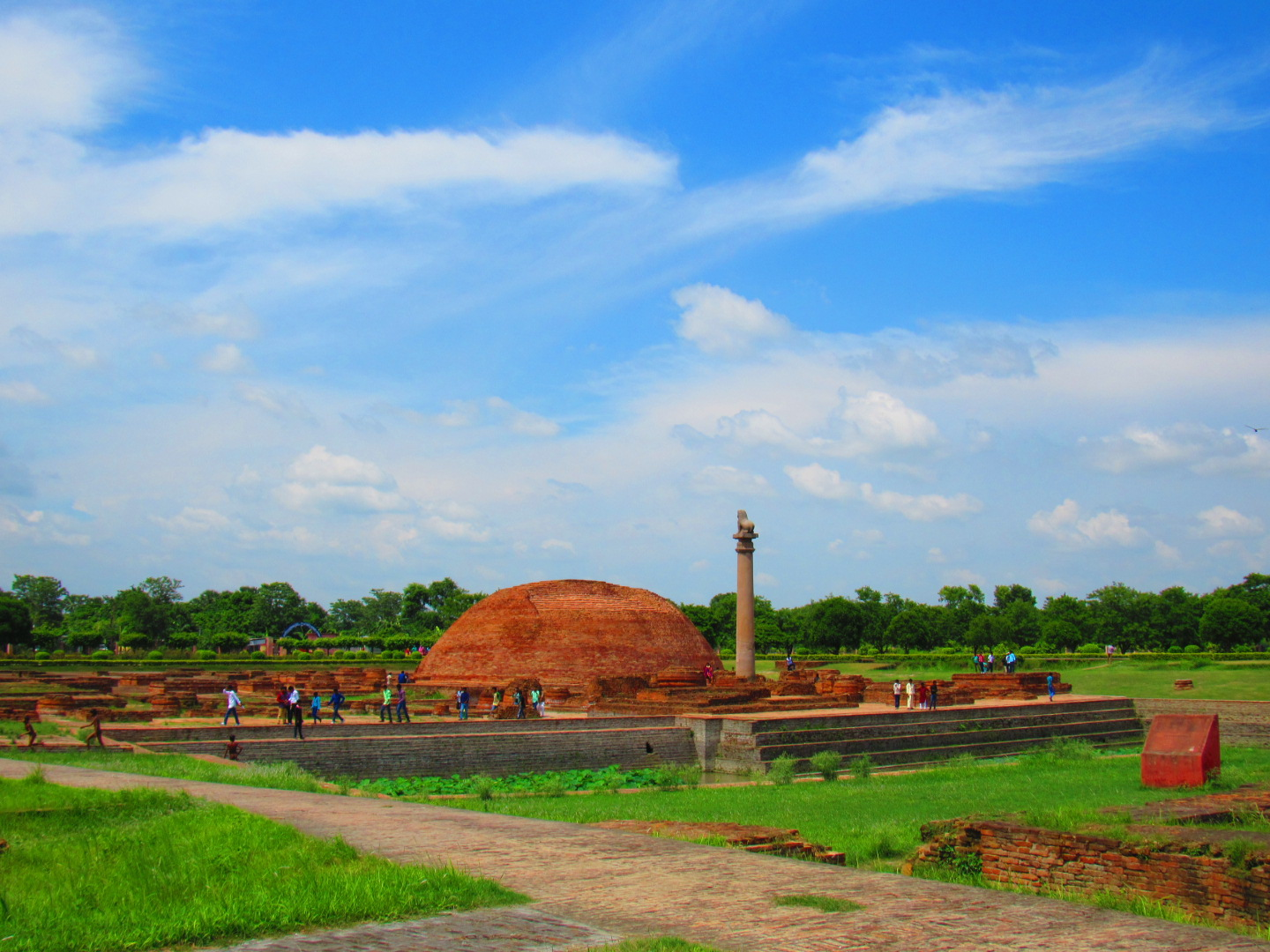
毘舍離的重閣講堂遺址，現有阿育王柱與阿難窣堵坡

跋耆國（梵語：वृजि，vṛji或व्रज，vrajá，巴利語：Vajji），又譯跋闍，弗栗恃國、佛栗氏國，印度古國，公元前6世紀的十六大國之一，首都毘舍離。領土位于今比哈爾邦恆河以北地區，往東延伸到今尼泊爾東部，西面大約以甘達基河與憍薩羅國和末羅國為界。

## 音義
《善見律毘婆沙》記載此國王種為波羅奈國王夫人所生，一對不足月的雙胞胎兄妹，被置器中順江流下，為道人收養，因其“皮薄”而稱為“離車子”，後牧牛人繼續收養，因其脚蹋牧童需躲“避”之而稱為“跋闍”，二人長大後成婚，統御牧牛人，王種繁衍眾多，建立的城池經三次擴建十分廣大而稱為“毘舍離”城。

## 歷史
跋耆族分布的區域，在恆河以北，雪山以南，離車、末羅、拘利、釋迦族，都是跋耆族的一支。
《阿含經》記載，摩揭陀國的國王阿闍世想併吞跋耆國，派其大臣雨勢告訴佛陀攻打跋耆國的事，佛說如果跋耆人信受奉行「七不衰法」，就一定會獲勝。覺音註說雨勢受佛說的啟發，假裝與阿闍世不合而投奔跋耆人，離間他們，阿闍世因此成功併吞了跋耆國。耆那教文獻說阿闍世用投石機和攻城車後反敗為勝，併吞了跋耆國。
跋耆國滅亡後，跋耆族依然存在。律藏記載，佛滅百年後，印度西部摩偷羅國的上座耶舍比丘，往東方毗舍離城，見當地的跋耆族比丘，在布薩日向民眾求乞金錢，認為非法，向民眾宣說此為非法，導致當地比丘趕他出城。耶舍比丘回西方，動員其他大德比丘前往毘舍離，跋耆族比丘也動員，與西方比丘辯論戒律，結果有七百人集會，成為第二次結集，結論「十事非法」。
南傳佛教《島史》記載：在這事件後，跋耆族惡比丘召集了一萬僧眾，自行集結出經、律，修改佛教教義。
《大唐西域記·卷第七》記載：“……至弗栗恃國（北人謂三代恃國。北印度境）。弗栗恃國，周四千餘里，東西長，南北狹。土地膏腴，花果茂盛。氣序微寒，人性躁急，多敬外道，少信佛法。伽藍十餘所，僧徒減千人，大小二乘，兼功通學。天祠數十，外道寔眾。國大都城號占戍挐，多已頹毀。故宮城中尚有三千餘家，若村若邑也。大河東北有伽藍，僧徒寡少，學業清高。……”